# Onze-Lieve-Vrouwekerk (Sæby)
De Mariakerk van Sæby (Deens: Vor Frue Kirke Sæby) is een voormalige kloosterkerk in het Noord-Jutlandse Sæby, Denemarken. De rond 1400 gebouwde kerk behoort tot de proosdij Frederikshavn in het bisdom Aalborg.

## Geschiedenis
De Onze-Lieve-Vrouwekerk werd oorspronkelijk als parochiekerk gebouwd, maar later vergroot en als kloosterkerk in gebruik genomen. Op instignatie van bisschop Jep Friis werd in de 15e eeuw in Sæby een groot Karmelietenklooser gesticht. De kerk vormde de zijvleugel van de abdij en werd in het kader van de kloosterstichting tot 1460 herhaaldelijk vergroot.
Het kerkschip bereikt een lengte van 54 meter bij een breedte van slechts 8 meter, waardoor de kerk zeer smal oogt.
Na de reformatie werden de kloostergebouwen geleidelijk aan afgebroken. Slechts de kerk bleef behouden.

## Interieur
- Fresco's

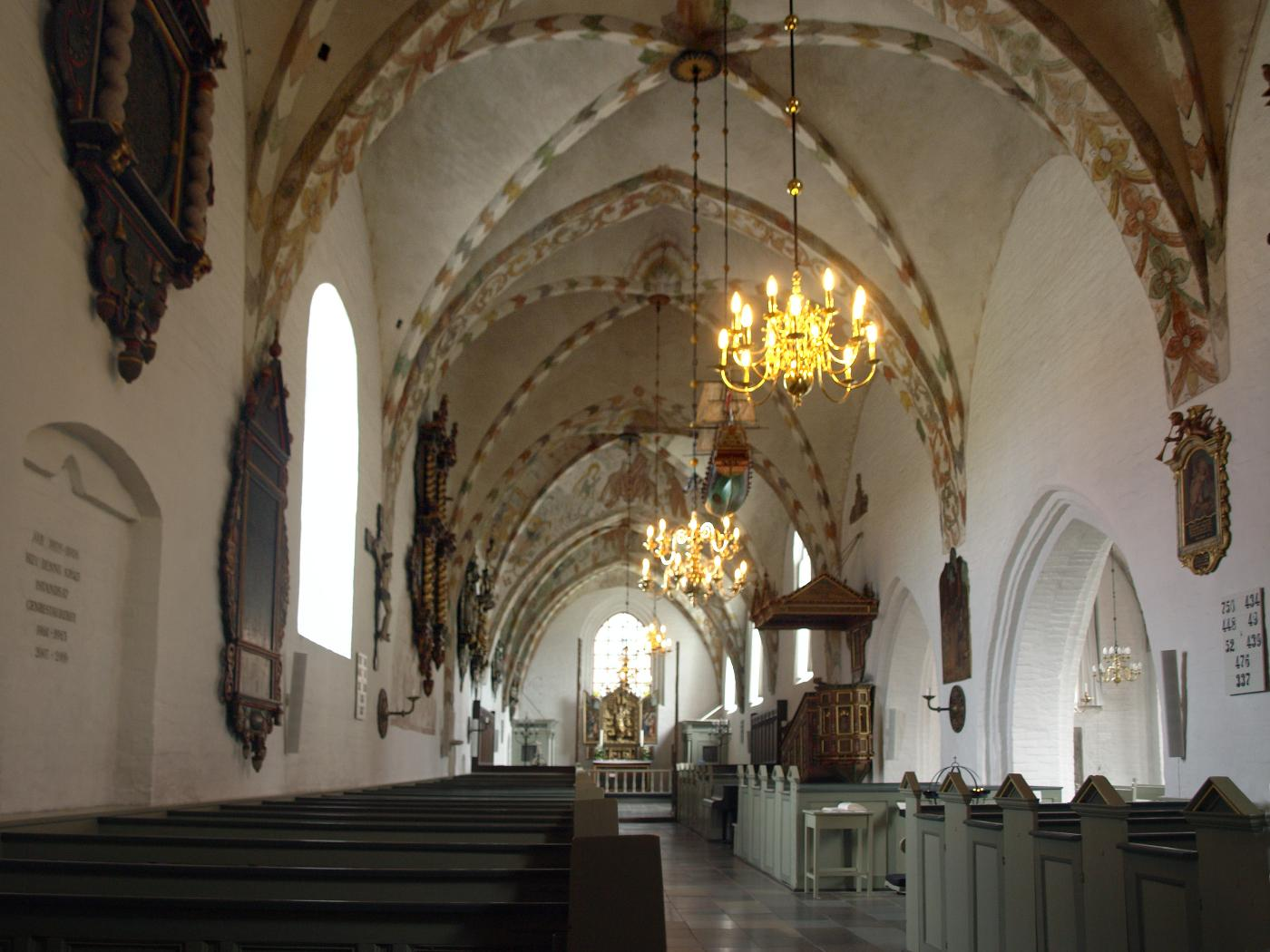
Interieur

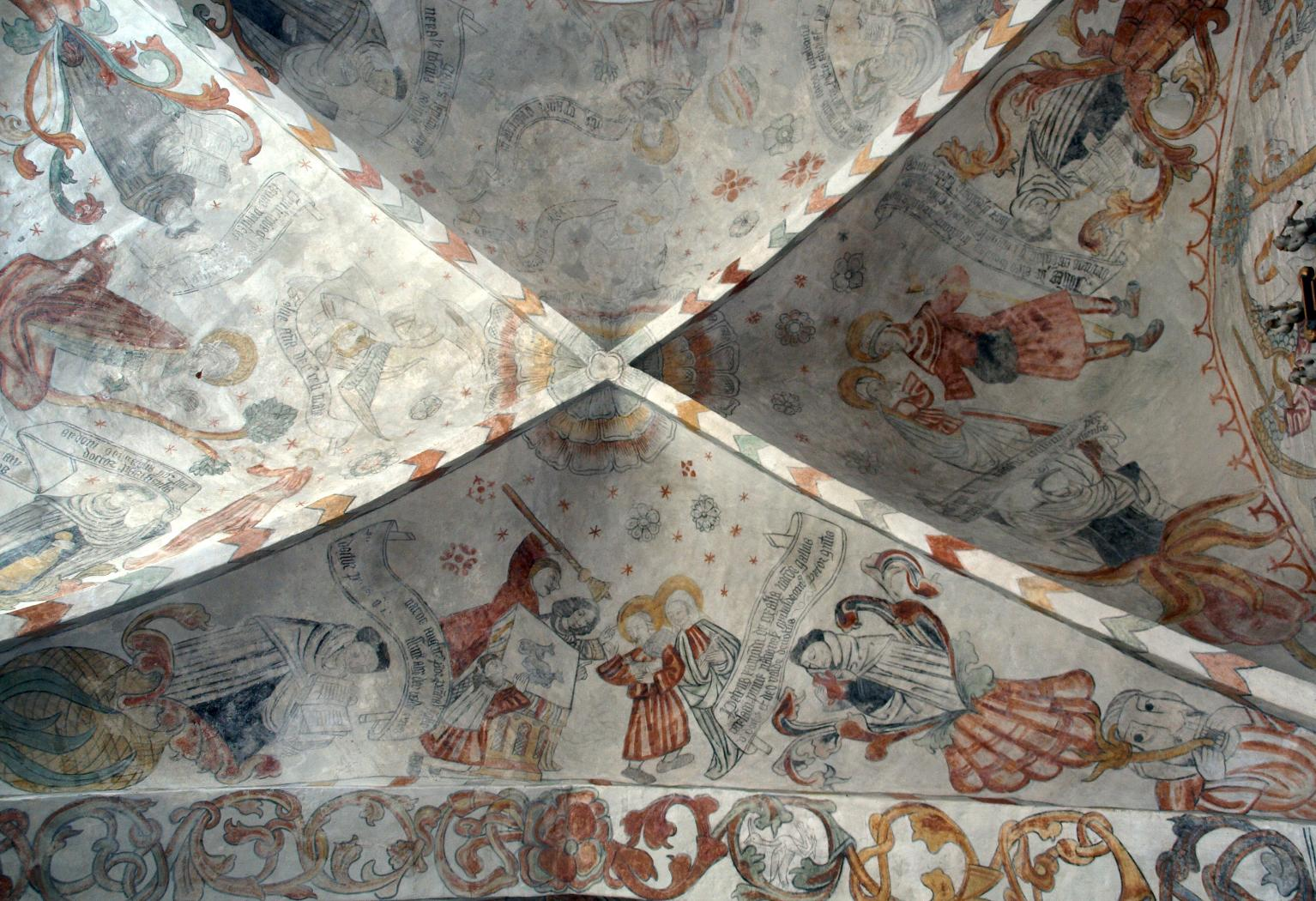
Fresco's in de gewelven

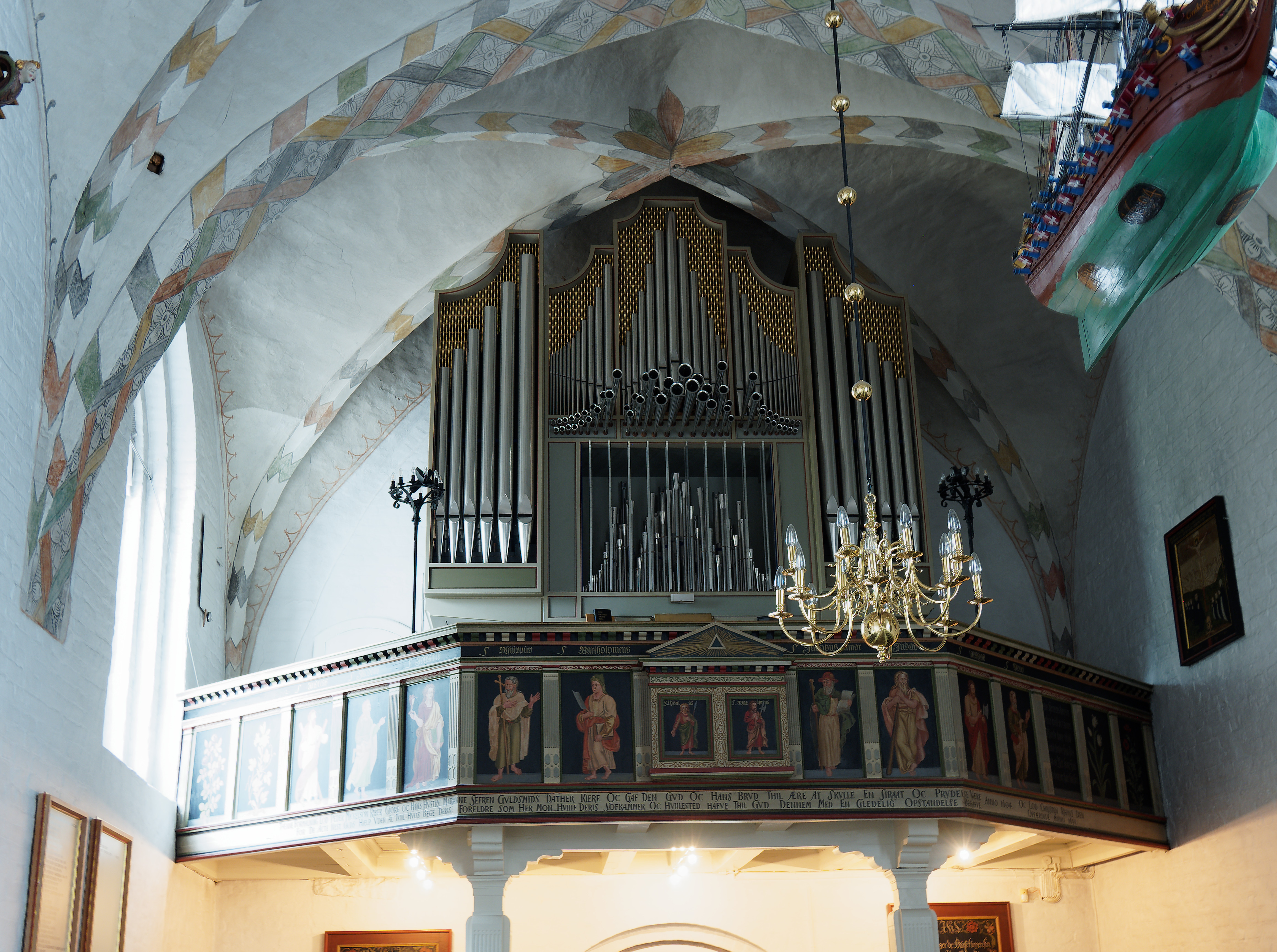
Orgel

De fresco's behoren tot de belangrijkste in de regio. De oudste fresco's zijn te vinden op de noordelijke muur. De gewelven bezitten fresco's uit de 15e eeuw en tonen scènes uit het leven van Maria en het Jongste Gericht.
- Altaar

Het laat-gotische altaar werd in de Nederlanden vervaardigd. Het werd geschonken door de laatste twee bisschoppen van Børglum, Niels Stygge Rosenkrantz en Stygge Krumpen. Het houtnijwerk toont de kroning van Maria tot Hemelkoningin. De schilderwerken op de zijkanten tonen de geboorte van Jezus. Ook hier vormt Maria het centrale motief. Op de predella ziet men de ontslapenis van Maria, geflankeerd door de vier evangelisten.
- Doopvonten

De kerk bezit twee doopvonten. Het ene is een barok houten doopvont uit 1645, het andere doopvont is van latere datum en werd uit graniet gemaakt.
- Preekstoel

De renaissance preekstoel met het naar verhouding grote klankbord stamt uit 1577.
- Koorgestoelte

Aan de noordelijke en zuidelijke kant bevindt zich het koorgestoelte met plaats voor 32 monniken. Het herinnert nog aan het voormalige Karmelietenklooster.
- Mariabeeld

Aan de zuidelijke kant bevindt zich vierkante kapel, waarin een Mariabeeld van Claus Berg uit Odense staat.
- Orgel en orgelgalerij

Aan de orgelgalerij bevinden zich de panelen van de twaalf apostelen. Het orgel is van 1983, maar de kerk bezit al sinds 1631 een orgel.

## Restauraties
Het kerkgebouw werd zevenmaal gerestaureerd, voor het laatst in 2008, waarbij het aanzien van de kerk onveranderd bleef.